# Polskie Kadry Wojskowe
Polskie Kadry Wojskowe (PKW) – polska tajna organizacja wojskowa założona w 1918 roku w celu skupienia Polaków służących w armiach państw zaborczych w celu organizowania społeczeństwa do walki z państwami centralnymi oraz tworzenia polskiej siły zbrojnej bezpośrednio po powstaniu państwa polskiego.
PKW była popierana przez stronnictwa narodowe, Polskie Stronnictwo Ludowe „Piast”, Międzypartyjne Koło Polityczne w Królestwie Polskim.
Komendantem PKW we Lwowie był Czesław Mączyński, tamtejsza organizacja skupiała 500 członków. 1 listopada 1918 roku PKW wraz z POW i grupa PKP powołały Naczelną Komendę Obrony Lwowa.